# Rianxo
Rianxo – gmina w Hiszpanii, w prowincji A Coruña, w Galicji, o powierzchni 58,79 km². W 2011 roku gmina liczyła 11 729 mieszkańców.